# 라인메탈
라인메탈(독일어: Rheinmetall AG)은 독일의 군사산업 복합 기업이다. 본사는 뒤셀도르프에 위치한다. 자본금은 2007년 12월 현재 3600만 유로이며, 프랑크푸르트 증권거래소에 상장되어 있다. MDAX(DAX의 중형주 지수) 등록 기업이다. 1889년, 하인리히 에르하르트(독일어: Heinrich Ehrhardt)에 의해 ‘라인 금속 제품·기계 제조 주식회사’(독일어: Rheinische Metallwaaren und Maschinenfabrik Aktiengesellschaft)라는 이름으로 뒤셀도르프에서 창업되었다.

## 무기 생산

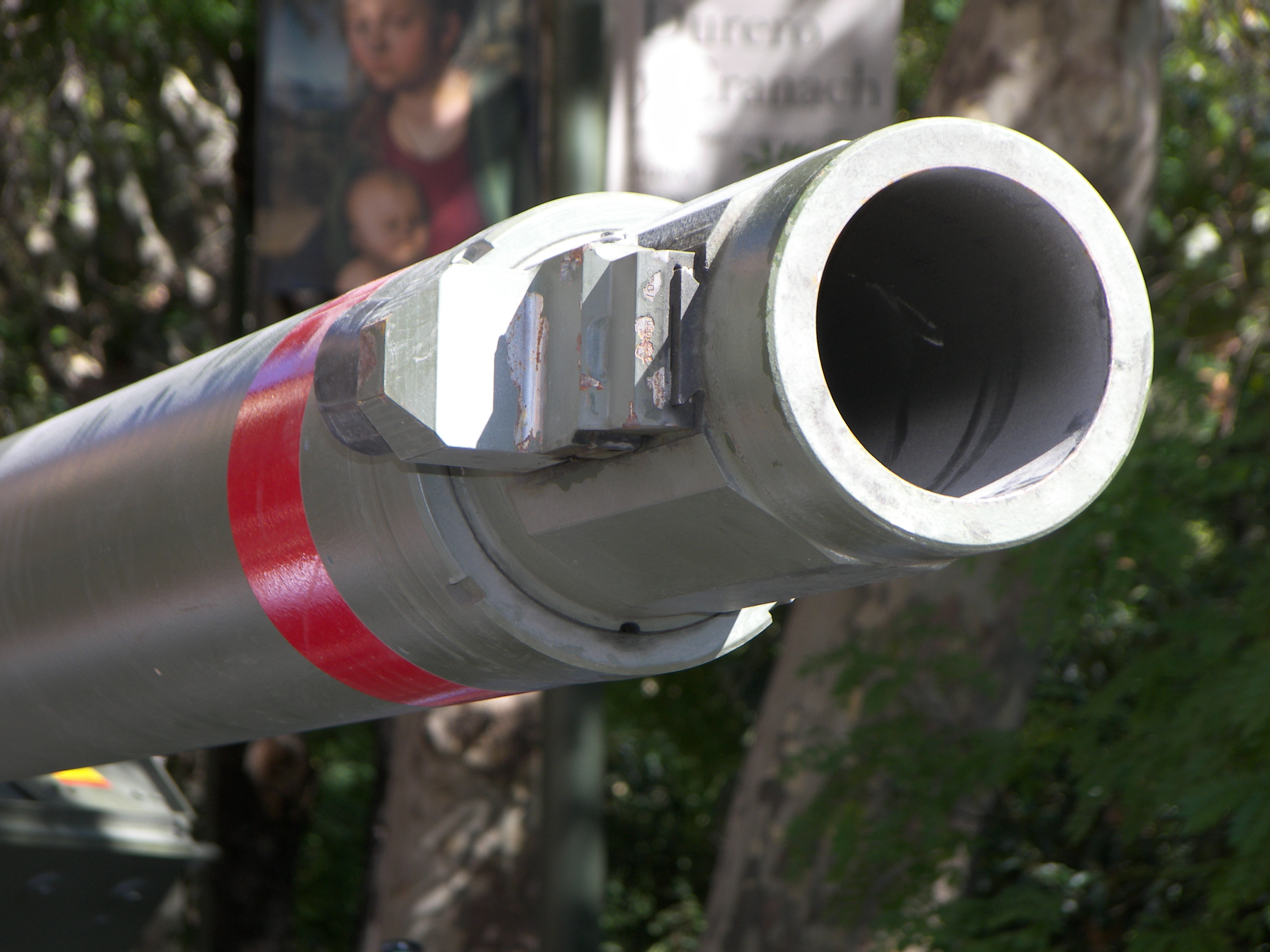
라인메탈 120mm 활강포

전차포의 개발·제조로 유명해졌고, 특히 라인메탈 120mm 활강포(滑腔砲)는 레오파르트 2 전차(독일), M1 에이브람스(미국), 90식 전차(일본) 등 제3세대 전차의 표준장비가 되고 있다.
소형 화기는 나치 독일 시대에 개발된 기관총 MG 42의 개량형으로서 7.62 × 51 mm NATO 탄약 사양이면서 NATO 표준인 분리식 링크를 사용할 수 있는 MG 3를 생산한다. MG 3는 벨기에의 FN MAG와 함께 서방의 대표적인 다목적 기관총이며, 헤클러&코흐 G3 돌격소총 사용국을 중심으로 많은 국가에서 라이선스 생산되고 있다.

## 기업 관련
1993년에 유명한 총기 메이커이던 마우저(Mauser)를 흡수 합병했다. 1996년에는 군용 레이다나 센서를 제조하던 기업인 STN 아틀라스(Atlas)를 매입하고, 1999년에는 스위스 오리콘(Oerlikon)의 기관포 부문을 매입했다.
2003년에는 STN 아틀라스가 라인메탈 디펜스 일렉트로닉(Rheinmetall Defence Electronics)과 아틀라스 일렉트로닉스(Atlas Elektronik)로 분할되었다.